# Lelio Olarte (Komponist)
Lelio Olarte Pardo (* 4. Dezember 1882 in Puente Nacional/Departamento de Santander; † 15. Januar 1940 in Moniquirá/Departamento de Boyacá) war ein kolumbianischer Komponist und Musiker.

## Leben
Olarte wurde als Komponist und Interpret von Werken für die Tiple und Requinto-Gitarre bekannt. Seine populärste Komposition, die u. a. von Gerardo Betancourt für das Klavier bearbeitet wurde und zum Repertoire von kolumbianischen Sinfonieorchestern wie auch Chören zählt, sind die drei Guabinas Santandereanas, mit denen er ein ikonisches Werk in der Musiktradition der Guabina (Region Santander) in den kolumbianischen Anden schuf. Eine Büste Olartes wurde 1983 im Parque Principal seiner Heimatstadt Puente Nacional aufgestellt. 